# Dálnice A2 (Slovinsko)
Dálnice A2 je druhou nejdelší dálnicí ve Slovinsku.

## Trasa
Trasa dálnice vede od slovinsko-rakouské státní hranice v tunelu Karavanky přes Jesenice a Kranj k hlavnímu městu Lublani, odkud pokračuje přes Novo mesto na hranice s Chorvatskem u vesnice Obrežje (hraniční přechod Bregana-Obrežje) .
Trasa z velké části sleduje jugoslávský projekt dálnici Bratrství a jednoty.

## Mimoúrovňové křižovatky
Na trase dálnice A2 jsou 3 mimoúrovňové křižovatky, všechny jsou součástí dálničního okruhu Lublaně:
- Koseze – na západním okraji Lublaně se odděluje rychlostní silnice H3, která tvoří severní část lublaňského okruhu,
- Kozarje – napojením severní větve dálnice A2 západně od Lublaně začíná křížení s dálnicí A1, která směřuje od Šentilje na hranici s Rakouskem přes Maribor a Lublaň ke slovinskému pobřeží Jaderského moře (obě dálnice pak vedou v krátkém úseku po společné trase),
- Malence – jižně od Lublaně se od dálnice A1 odděluje jižní větev dálnice A2.

## Navazující komunikace
Pokračováním dálnice A2 v Rakousku je dálnice A11 směřující na Villach. Pokračováním v Chorvatsku je pak dálnice A3, směřující na Záhřeb a dále pak do chorvatské Slavonie.

## Stavby na dálnici
Součásí trasy dálnice je tunel Karavanky, kterým prochází státní hranice s Rakouskem. Jeho slovinská část měří 3 450 m, jedná se o nejdelší slovinský dálniční tunel a jediný jednotubusový v celé dálniční síti. Druhým nejdelším na trase je dvoutubusový tunel Šentvid, jehož délka je 1 072 m.

## Současný stav
Dálnice je kompletně dokončena.

## Zpoplatnění
Na dálnici A2 se dříve používal otevřený způsob placení mýtného. Po zavedení dálničních známek se tento způsob nadále používá již jen pro autobusy a nákladní automobily.
Zvláštní mýtné se platí za průjezd tunelem Karavanky.

## Fotografie

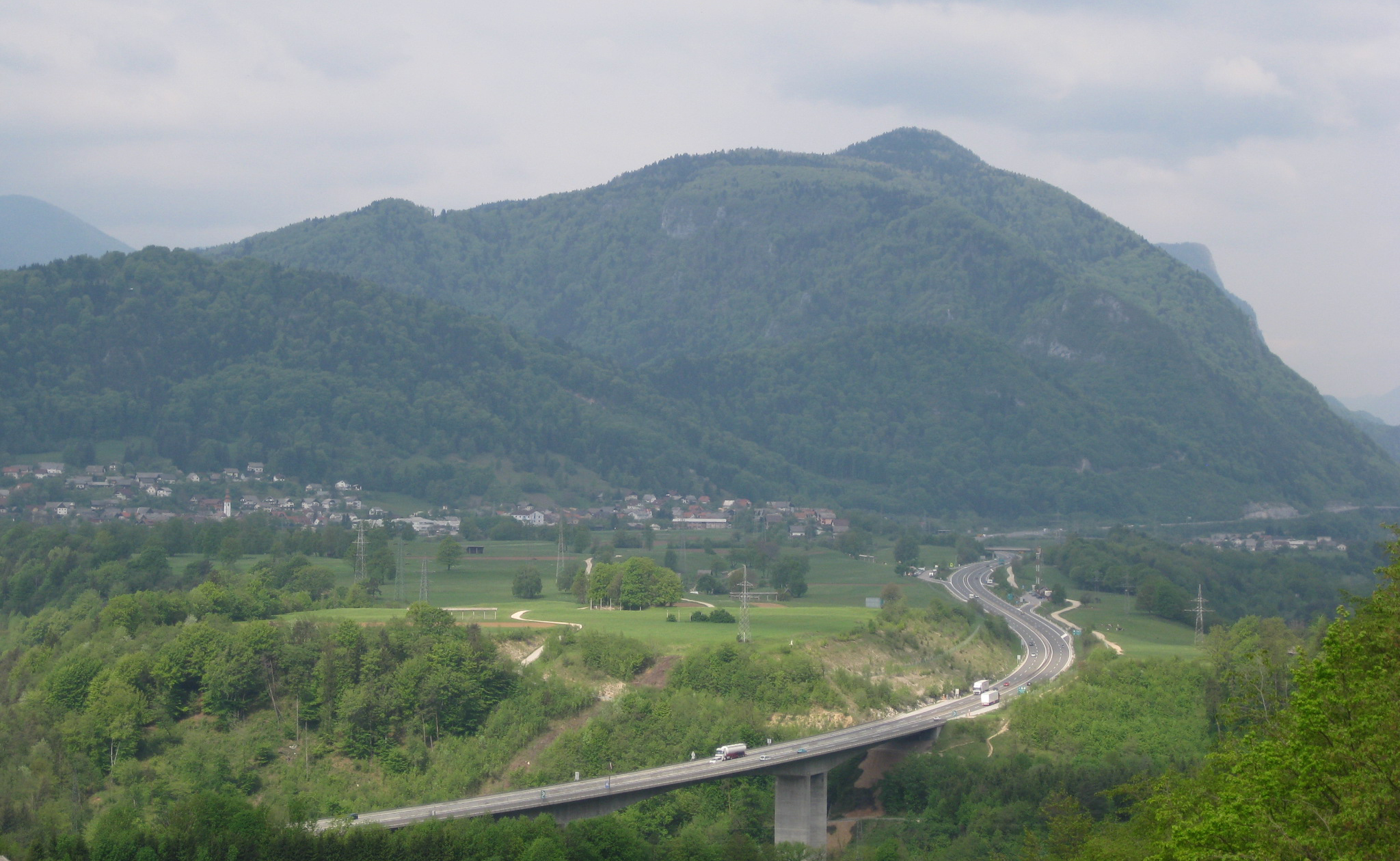
Náhorní plošina Mežakla
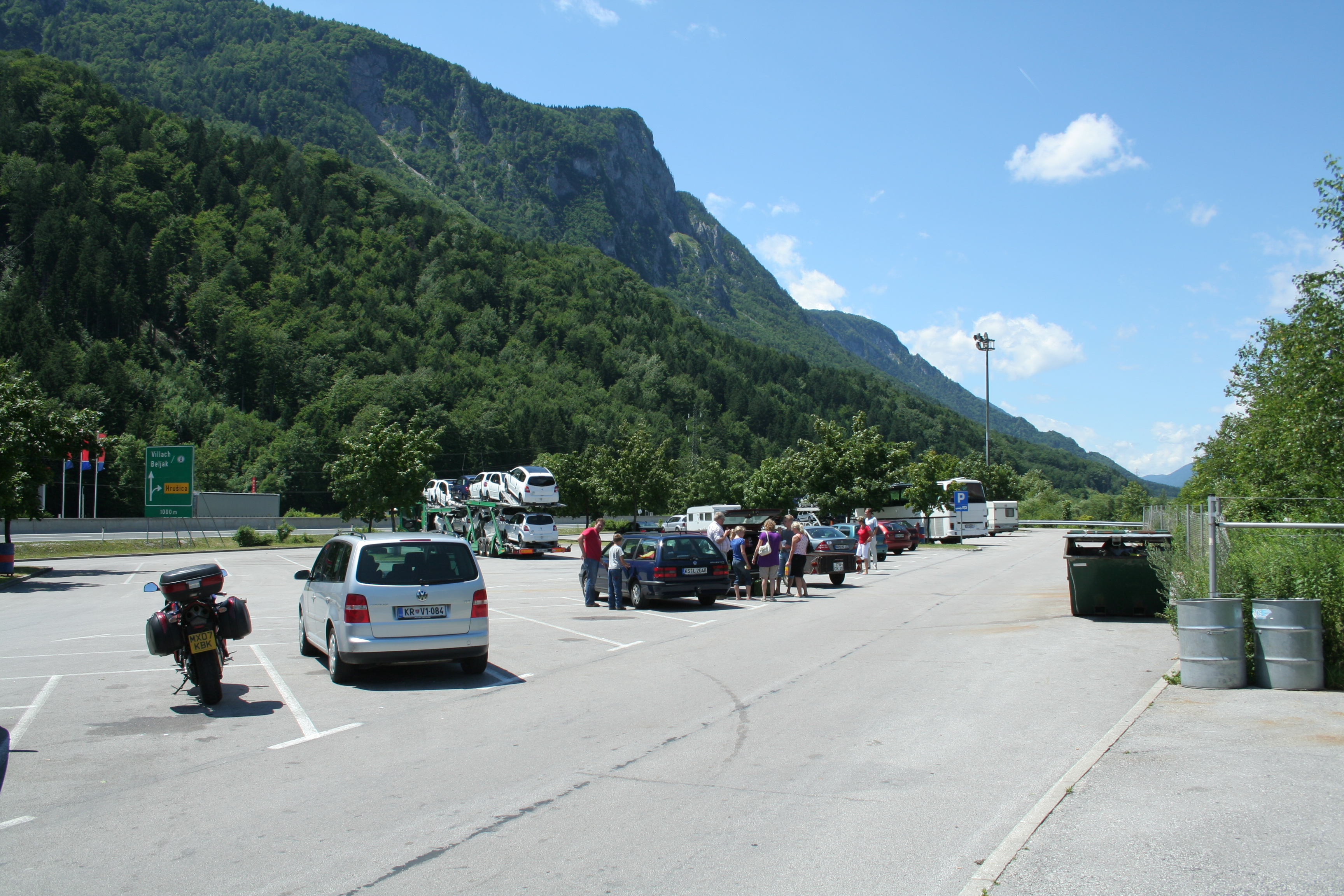
Odpočívadlo Jesenice
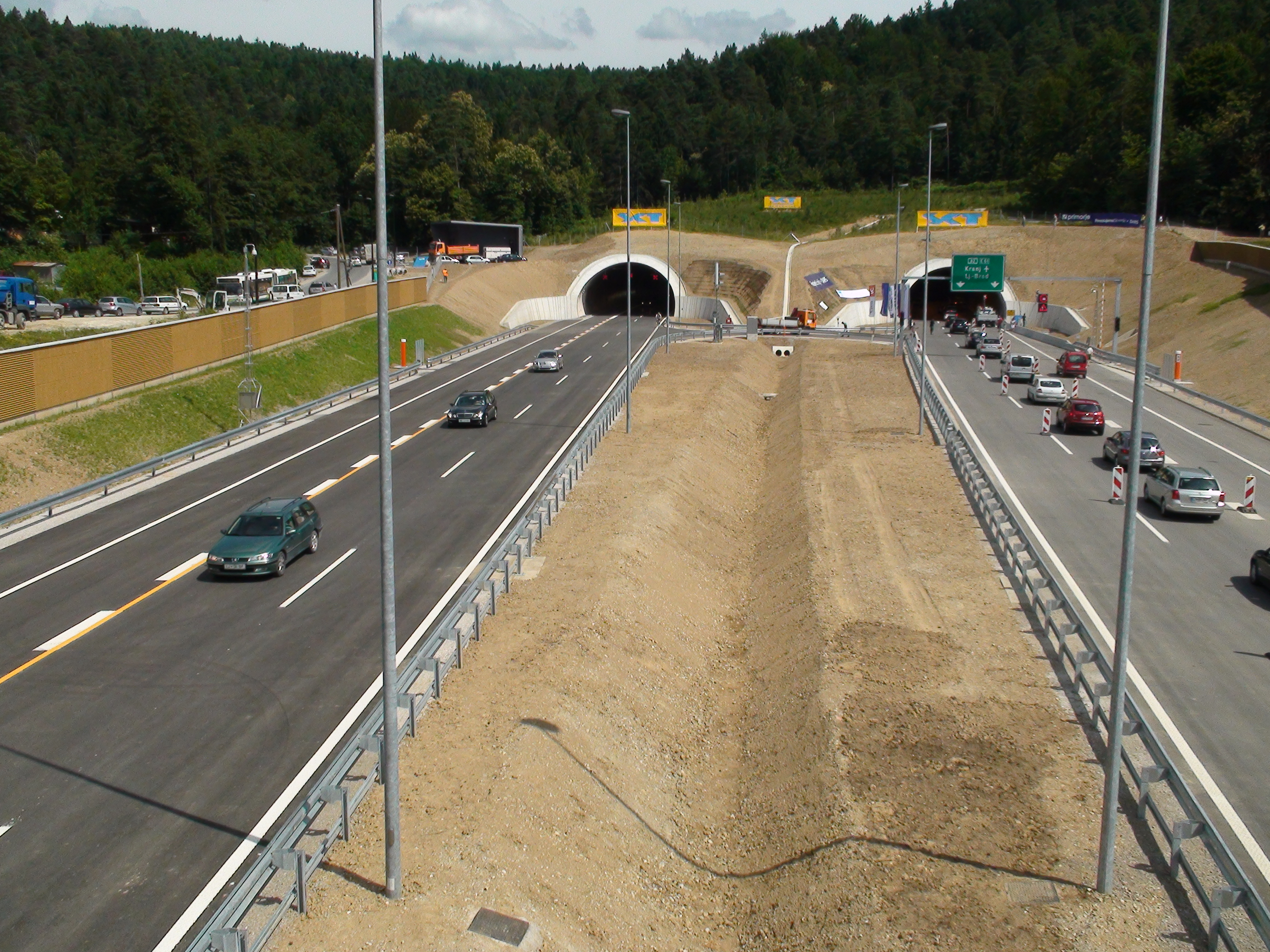
Otevření tunelu Šentvid (1. července 2008)

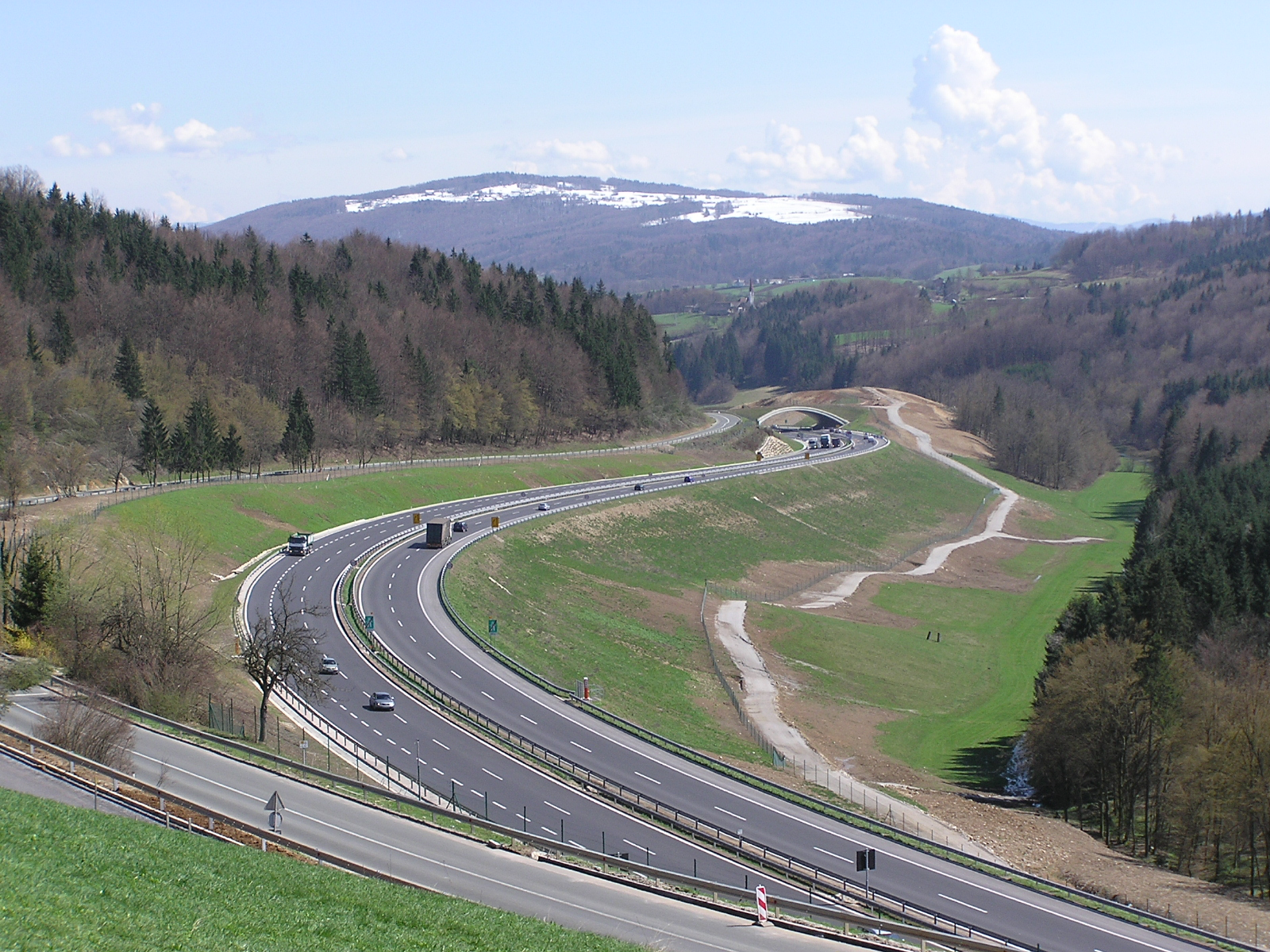
Jižní větev dálnice A2
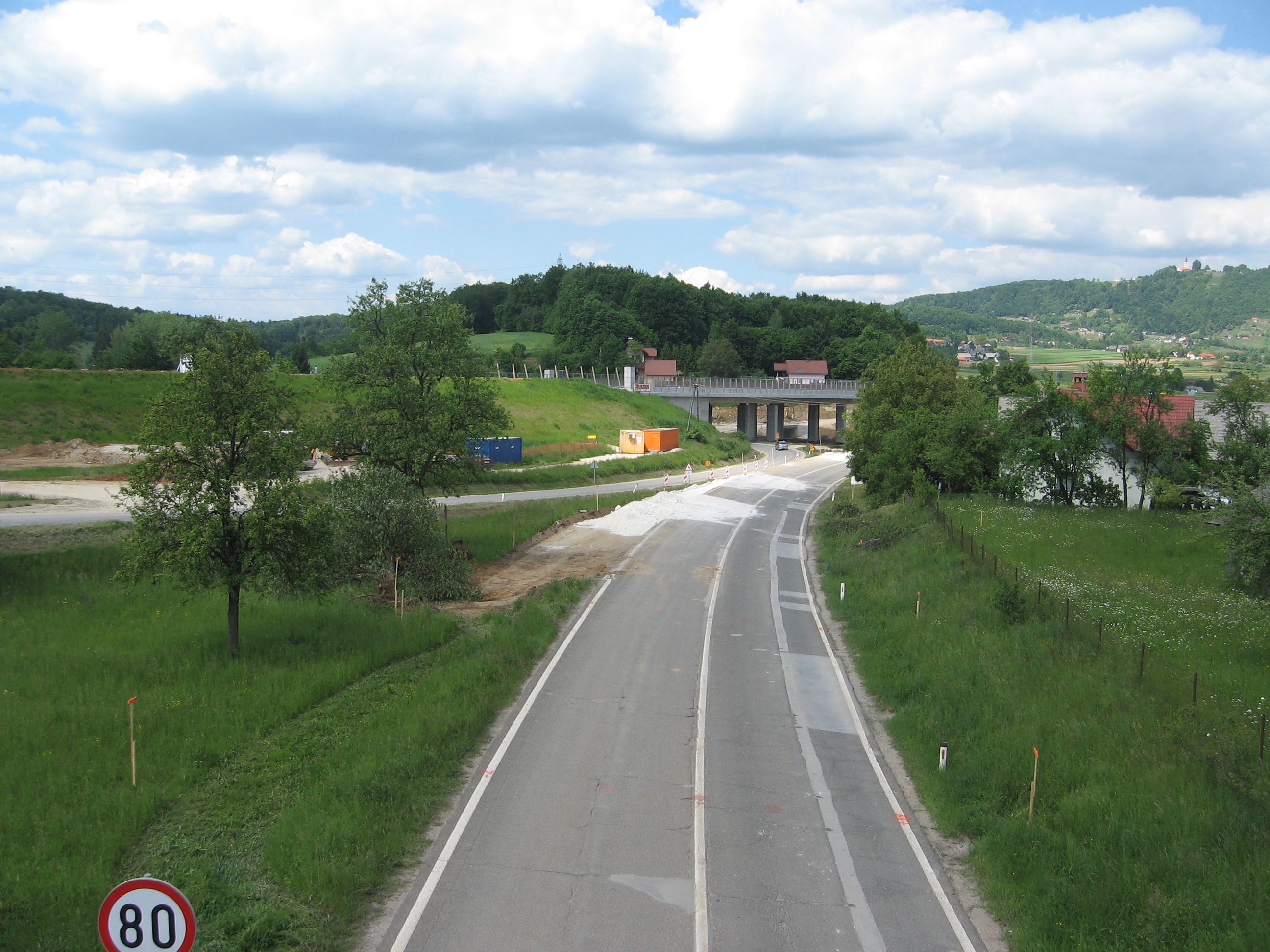
Poblíž vsi Otočec